# Trithuria lanterna
Trithuria lanterna är en näckrosart som beskrevs av David Alan Cooke. Trithuria lanterna ingår i släktet Trithuria och familjen Hydatellaceae. Inga underarter finns listade i Catalogue of Life.